# Хохотун
Хуа́н Хо́йя Бо́рха (исп. Juan Joya Borja, прозвище Хохоту́н, исп. el Risitas, Эль Риси́тас; 5 апреля 1956, Севилья — 28 апреля 2021, Севилья) — испанский комик и актёр. Приобрёл широкую популярность в 2015 году благодаря серии пародий на основе его интервью в июне 2002 года на испанском телешоу.

## Биография
Хойя родился 5 апреля 1956 года в Севилье. За свою жизнь сменил множество профессий и мест работы, включая приготовление пищи и разгрузку мешков с цементом. Его первое появление на телевидении состоялось в 2000 году на шоу Хесуса Кинтеро El Vagamundo, где он вместе со своим партнёром El Peíto Антонио Риверо (1959-декабрь 2003) рассказал о различных ситуациях в комедийных тонах. Борха стал узнаваемым за специфический смех, благодаря которому и получил своё прозвище. В 2005 году он появился в фильме Torrente 3: El protector.
В августе 2020 года из-за проблем с сосудами Хуан Борха перенёс ампутацию ноги в больнице города Уэльвы. В начале сентября был госпитализирован в больницу де ля Каридад в Севилье.
28 апреля 2021 года скончался в Севилье на 65-м году жизни в результате осложнений после операции.

## Интервью-мем наRatones Coloraos
В июне 2002 года Хойя появился на шоу Хесуса Кинтеро под названием Ratones coloraos и рассказал курьёзную историю о своей работе посудомойщиком на пляже. Повар поручил ему помыть 20 заплесневелых сковородок для паэльи. Хойя ответил ему что устал из-за мытья горшков и повар велел ему связать все сковородки и оставить их на ночь в морской воде. Придя утром на берег Хойя обнаружил, что прилив поднялся высоко и сковородки унесло в море, кроме одной, которая застряла в камнях у маяка. Оригинальное видео было загружено на YouTube 25 июня 2007 года и за 8 лет получило более миллиона просмотров, тем не менее не получив распространения за пределами испаноязычной среды.
В марте 2014 года кадры из интервью были использованы членами исламистской организации «Братья-мусульмане» для пародии на президента Египта Абдель Фаттаха Эль-Сиси. Затем последовали и другие пародии, в частности на компьютерные технологии и видеоигры.
В марте 2015 года мем оказался на пике популярности после запуска очередного MacBook: Хойя был представлен в качестве дизайнера прототипа устройства. В течение месяца этот клип набрал более пяти миллионов просмотров на YouTube. После этого мем стали сравнивать со сценой истеричного Гитлера из художественного фильма «Бункер», количество альтернативных титров и озвучек к которому не поддаётся исчислению.

## Фильмография

### Фильмы
- 2005: Торренте 3: Защитник[англ.]

### Телевидение
- 2000—2002: El Vagamundo, Canal 2 Andalucía
- 2002—2005: Ratones Coloraos, Canal Sur Televisión
- 2005—2012: El loco de la colina, El Gatopardo